# Voivodato de Radom
El voivodato de Radom (en polaco: województwo radomskie) fue una unidad de división administrativa y gobierno local de Polonia entre 1975 y 1998, sucedido por el voivodato de Mazovia. Su capital fue Radom.

## Principales ciudades
Datos de población de 1998:
- Radom – 232 262
- Pionki – 21 958
- Kozienice – 21 319
- Grójec – 14 802
- Szydłowiec – 12 975
- Warka – 11 407
- Zwoleń – 8 156
- Białobrzegi – 7 627
- Przysucha – 6 228
- Lipsko – 6 016
- Iłża – 5 262